# پیمان‌نامه نوارساک

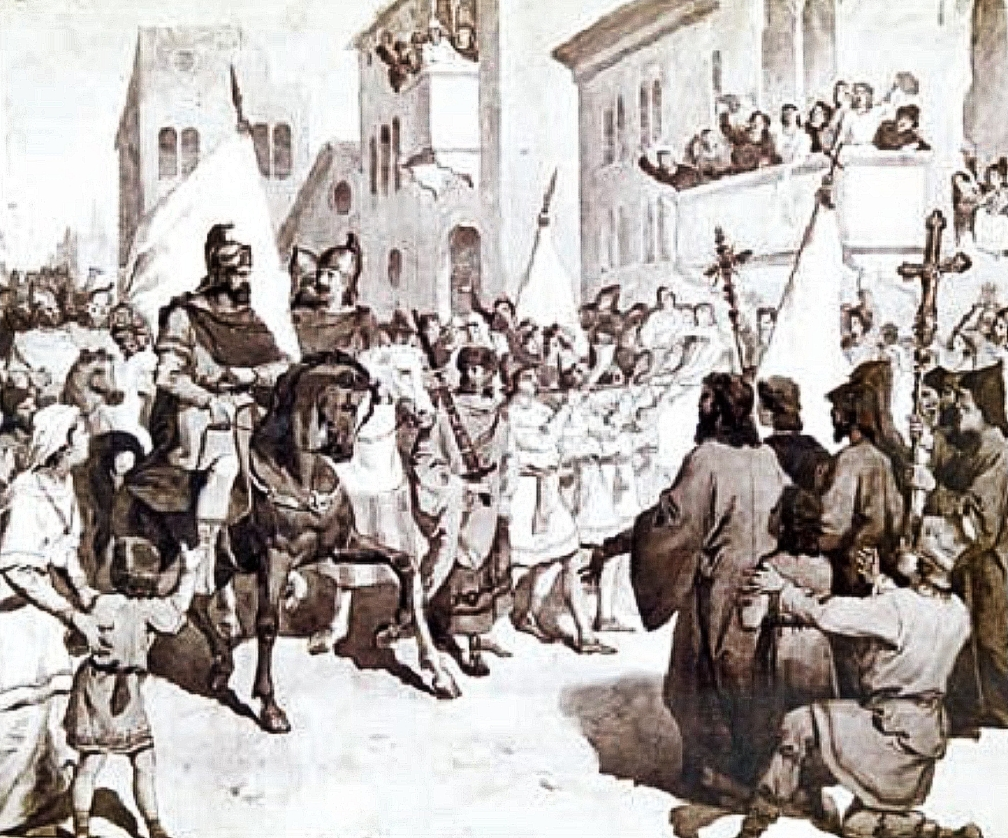
بازگشت واهان مامیکونیان به ارمنستان

پیمان نوارساک در سال ۴۸۴ میلادی بین سپه‌سالار ارمنی، واهان مامیکونیان و نمایندگان بلاش ساسانی، شاهنشاه ایران، در نوارساک بسته شد. این پیمان‌نامه، آزادی دینی و خودمختاری ارمنیان را تضمین کرد. شرایط این پیمان به شرح زیر است:
- تمامی آتشکده‌ها در ارمنستان باید نابود شده و هیچ آتشکده جدیدی ساخته نشود.
- مسیحیان ارمنستان باید آزادی پرستش دین خود را داشته باشند و گرویدن به کیش زرتشتی باید متوقف شود.
- به اشخاصی به به کیش زرتشتی گرویده‌اند، نباید زمین داده شود.
- شاه ایران باید، به شخصه یا به کمک حکمرانان یا نمایندگانش ارمنستان را مدیریت کند.

پس از این پیمان‌نامه، واهان مامیکومیان به عنوان حکمران استان ارمنستان ایران گماشته شد.